# Valentinianus II
Flavius Valentinianus, bekend als Valentinianus II (371 - 15 mei 392) was West-Romeins keizer van 22 november 375 tot 15 mei 392. Hij was de zoon van keizer Valentinianus I en zijn tweede vrouw Iustina. Hij was de halfbroer van keizer Gratianus. 
Nadat op 17 november 375 keizer Valentinianus I was overleden riep het leger 5 dagen later diens vierjarige zoon Valentinianus II uit tot de nieuwe keizer. Dit was enigszins problematisch, aangezien Valentinianus' oudere broer Gratianus al sinds 367 (mede)keizer was. Het leger weigerde echter zijn alleenheerschappij.
Valentinianus, een zeer jonge keizer in een rijk dat er toch al niet goed voor stond, had weinig macht. Zijn moeder manipuleerde en bestuurde hem. Zijn positie werd verder ondermijnd toen in 383 Magnus Maximus, een legerleider in Britannia, in opstand kwam en Gratianus liet vermoorden. Om Maximus tegen te houden werd bisschop Ambrosius van Milaan erop uitgestuurd om te onderhandelen over vrede. Magister militum Bauto liet ondertussen de Alpenpassen versterken. Er werd een overeenkomst gesloten, zodat Maximus een min of meer legitieme keizer werd en grote delen van het westelijke rijk zou regeren.
In 387 viel Maximus Italië echter binnen en moest Valentinianus de Oost-Romeinse keizer Theodosius I om hulp vragen. In 388 werd Maximus verslagen en was Valentinianus weer keizer over het hele westelijke rijk; in naam welteverstaan, want het was duidelijk dat Theodosius de echte macht had. Theodosius bleef tot 391 in het westen, waarna Arbogastes met het toezicht op Valentinianus belast werd. Deze beklaagde zich daarover bij Theodosius, die daar echter niet op inging. Op 15 mei 392 werd Valentinianus dood gevonden; waarschijnlijk heeft hij zelfmoord gepleegd.